# Le Perréon
Le Perréon é uma comuna francesa na região administrativa de Auvérnia-Ródano-Alpes, no departamento de Ródano. Estende-se por uma área de 14,58 km². Em 2010 a comuna tinha 1 587 habitantes (densidade: 108,8 hab./km²).